# Anomalon ejuncidum
Anomalon ejuncidum là một loài tò vò trong họ Ichneumonidae.